# Tamsé (Toécé)
Pour les articles homonymes, voir Tamsé.
Tamsé est une commune rurale située dans le département de Toécé de la province du Bazèga dans la région du Centre-Sud au Burkina Faso.

## Géographie
Tamsé est situé à 10 km au Sud-Ouest de Toécé et à 5 km au Sud-Est de Zangogho.

## Économie
L'économie du village profite de l'irrigation permise par le barrage du Bazèga, permettant une agriculture vivrière et de commerce.

## Santé et éducation
Le centre de soins le plus proche de Tamsé est le centre de santé et de promotion sociale (CSPS) de Zangogho.